# Pensilvania
Pensilvania là một khu tự quản thuộc tỉnh Caldas, Colombia. Thủ phủ của khu tự quản Pensilvania đóng tại Pensilvania Khu tự quản Pensilvania có diện tích 437 ki lô mét vuông. Đến thời điểm ngày 28 tháng 5 năm 2005, khu tự quản Pensilvania có dân số 24474 người.